# Alexeï Koltsov
Pour les articles homonymes, voir Koltsov.
 (mars 2019).
Si vous disposez d'ouvrages ou d'articles de référence ou si vous connaissez des sites web de qualité traitant du thème abordé ici, merci de compléter l'article en donnant les références utiles à sa vérifiabilité et en les liant à la section « Notes et références ».
Alexeï Vassiliévitch Koltsov (en russe : Алексе́й Васи́льевич Кольцо́в), né le 3 octobre 1809 (15 octobre dans le calendrier grégorien) à Voronej et mort le 29 octobre 1842 (10 novembre dans le calendrier grégorien) dans la même ville, est un poète russe.

## Biographie
C'était un enfant destiné en apparence à aider ses parents dans leur humble et rustique industrie. Il fréquenta pendant quatre ans une école de district, puis s'en fut dans la steppe, pour monter la garde auprès des troupeaux de bœufs et de moutons. Mais il emportait un recueil de poésies populaires, qui devaient le distraire pendant les longues heures de solitude. Il emportait aussi, à ce qui parut, l'âme d'un poète.
La complaisance d'un libraire mit plus tard d'autres lectures à sa portée, toute une petite bibliothèque avec les œuvres de Dmitriev, Joukovski, Pouchkine, Delwig. Elles commencèrent par lui donner l'idée, non de faire des vers, mais de devenir amoureux.
Douniacha, l'héroïne de l'idylle qu'il ébaucha, était une jeune serve. Les parents du héros jugèrent qu'il y aurait mésalliance, et, pendant qu'ils éloignaient l'héritier présomptif de leurs troupeaux, Douniacha, vendue à bons deniers comptants en surcroît d'un lot de viande salée, disparut sans trace. Elle devait mourir deux années plus tard chez son nouveau propriétaire, un riverain du Don, qui l'accabla de mauvais traitements. Koltsov ne la revit plus.
Des amis nouveaux arrivèrent à point pour lui tendre une main secourable au milieu de cette épreuve : Andreï Porfirévitch Sérébrianski d'abord, jeune poète, dont le chant mélancolique « Rapides comme les vagues sont les jours de notre vie » eut une heure de popularité ; puis Nikolaï Stankevitch, dont le père était propriétaire aux environs de Voronej. Celui-ci trouva encore là à faire œuvre de Mécène. Grâce à lui, le jeune pâtre entra inopinément en contact avec les cercles littéraires de Moscou, et, en 1835, un premier recueil de ses poésies paraissait aux frais de son généreux protecteur. Une révélation !
La poésie populaire n'avait été rattachée jusque-là à la poésie artistique que par un lien artificiel. Koltsov créait entre elles un lien organique. Frais et simples, avec leurs couleurs vives et leurs gazouillements d'oiseau, ou leurs teintes sombres et leurs voix plaintives, les chants rustiques gardaient sous sa plume leur originalité entière, tout en se revêtant d'une forme exquise. C'était de l'art et c'était cependant aussi de la nature prise sur le fait. On eut la sensation de respirer l'air de la prairie et de boire à même le ruisseau. Ces vers ne se déclament pas; on voudrait les chanter, avec accompagnement de quelque balalaïka.
Koltsov n'atteignit pas du coup, on l'imagine bien, une maîtrise entière dans cet art nouveau, cette merveilleuse fusion d'éléments divers. Il ne manqua pas, à son premier essai, de verser occasionnellement dans l'imitation des modèles romantiques, et d'y gâter son talent. Et ce talent avait encore un espace de temps si parcimonieusement compté pour s'affermir et se développer ! En 1835 le jeune poète put faire quelque séjour à Pétersbourg et à Moscou et y fréquenter les milieux intellectuels ; mais jusqu'en 1840, tout en entretenant des relations avec Biélinski et avec son cercle, il dut donner la plus grande part de sa vie au commerce qui le faisait vivre lui et les siens. Deux années plus tard, il était mort. Epuisé, tué à trente-trois ans par le travail et le chagrin. Miné par la dépression et la tuberculose, il mourut à seulement 33 ans.
Il est enterré à Voronej.

## Critique
On l'a appelé le Burns russe, la ressemblance tenue principalement à quelques traits de biographie.
Comme le laboureur de l'Ayrshire, Koltsov est né dans le peuple et a connu la pauvreté. Sa vocation poétique a eu le même point de départ : un amour contrarié. Plus malheureux que Burns, il n'a pas épousé sa Jane Armour; moins ardent, il a ignoré la débauche. Sa vie comme sa poésie furent chastes. Mais l'œuvre de Burns n'est pas bornée à une transformation artistique de motifs populaires. Le poète écossais est un grand poète dans toute l'acception du mot, un précurseur dans le double domaine de l'art et de la pensée. Il n'a pas fait, à proprement parler, de la poésie populaire; il avait honte de ses origines! Il a fait de la poésie nouvelle, dans laquelle le sentiment, l'idée, l'âme dominaient la forme. Par là, comme par l'accent de révolte, l'apreté dont ses vers sont pénétrés, il préparait une révolution, il devançait son siècle de quarante ans, il annonçait Byron. Et il n'y a rien de commun dans tout cela avec le paisible chantre de Voronej.
Koltsov chante la misère, la lutte pour l'existence, la cruauté de la destinée marâtre, mais sur un ton de parfaite résignation et dans une sphère de conceptions étroite. Quand il en sort, à travers ses Méditations («Думы») d'allure philosophique, il s'égare dans un mysticisme nuageux et puéril.
La portée philosophique et sociale de cette poésie est dans son existence même. Mme Prostakova, l'héroïne de Fonvizine, n'admettait pas tantôt que des paysans osassent être malades. Voici qu'ils se mêlent d'être amoureux et d'intéresser les gens à leurs amours, d'être poétiques et touchants! Et ce ne sont pas des bergers enrubannés de Florian ; non, des moujiks russes fleurant l'eau-de-vie et le goudron, rudes, sauvages parfois et toujours tristes.
Par le don qu'il a de relever, d'ennoblir, d'idéaliser ces éléments grossiers, Koltsov participe au double courant émancipateur de l'époque. Son procédé se laisse résumer ainsi : le chant populaire ne s'attache invariablement qu'à l'aspect extérieur des faits il en ignore le sens intérieur; il use gauchement des métaphores qu'il ne sait pas développer avec esprit de suite; il exprime rudement
des sentiments rudes. Koltsov transfigure tout cela; il illumine le fait en y révélant un élément psychologique; il rectifie la métaphore, poétise le sentiment. Voici un pauvre « faucheur », aimant Grouniouchka et aimé d'elle.
On lui refuse sa main. Les filles de riches paysans ne sont pas pour un sans le sou comme lui. Il vide sa maigre bourse pour acheter une faux bien affilée. Voudrait-il se tuer? Oh que non! Il ira dans la steppe où poussent les riches moissons. Il travaillera vaillamment, gaiement même. Il reviendra les poches pleines. Il y fera sonner les roubles d'argent. Et l'on verra si le père de Grouniouchka ne se laisse pas fléchir! Qu'est ceci? Une histoire d'amour comme on en sait vivre dans les campagnes.
Ajoutez-y la langue de Koltsov et vous aurez un superbe poème. Cette langue reste aussi voisine du parler populaire qu'il se peut sans risque de grossièreté. Elle a des trouvailles de mots et des images saisissantes, comme dans Le Temps de l'amour («Пора любви»), où l'on aperçoit la gorge blanche d'une jeune fille qu'une houle d'orage semble agiter, sans qu'elle révèle son secret : « elle ne jettera pas dehors son fond de sable », dit le poète.
Dans son correspondance avec Ralston (William Shedden Ralston), le grand romancier Ivan Tourgueniev y félicite le critique anglais d'avoir fait connaître au public de son pays cette œuvre, qui pourrait bien n'avoir pas sa pareille dans aucune littérature. « Tant que la langue russe vivra, dit-il, certains chants de Koltsov demeureront populaires dans sa patrie. » Il pensait sans doute aux morceaux intitulés : 
- La Moisson,
- Le Chant du laboureur,
- Les vents soufflent,
- La Forêt.

## Œuvres

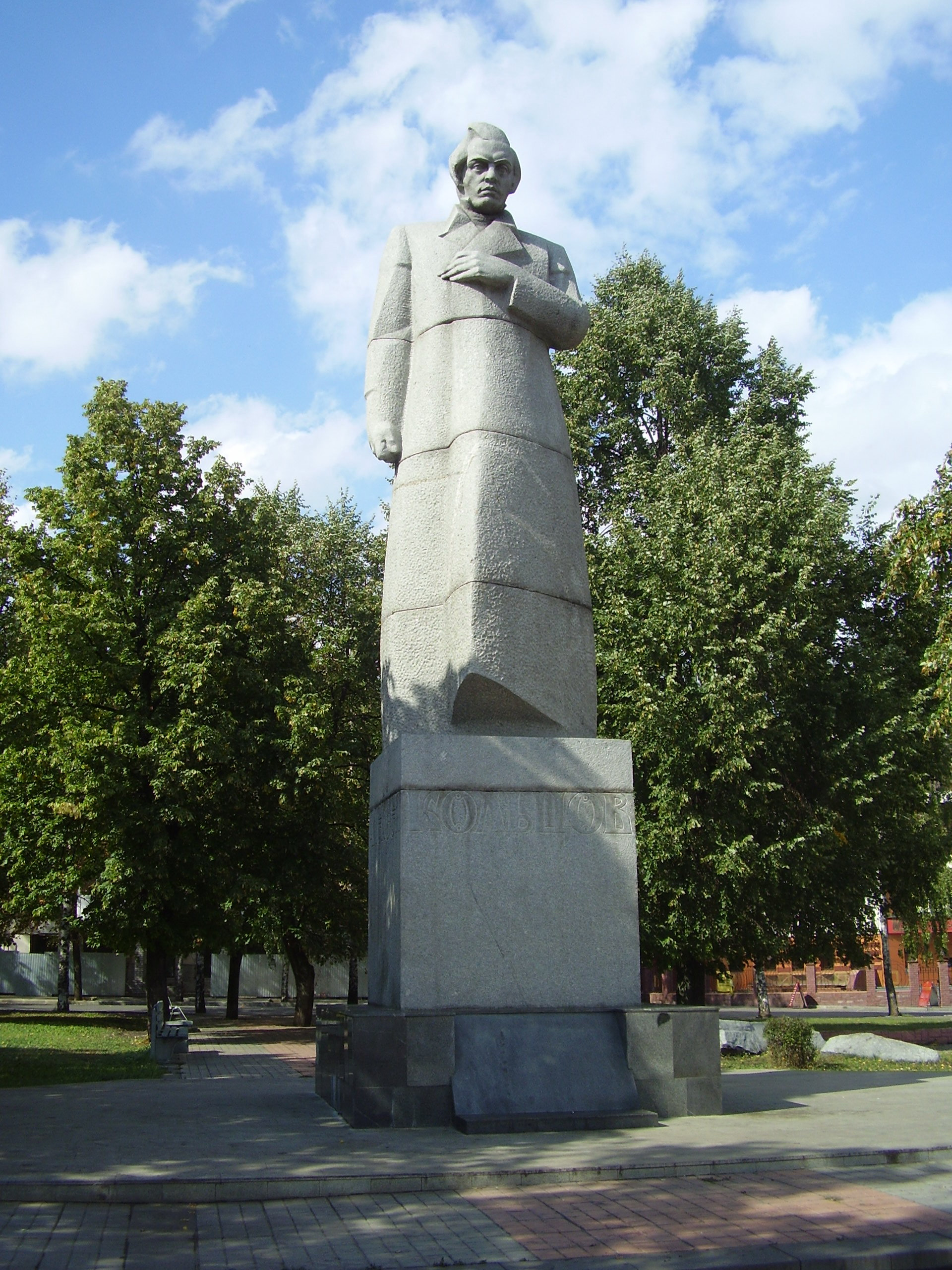
Statue d'Alexeï Koltsov à Voronej par Pavel Bondarenko (1976).

Les œuvres majeures d'Alexeï Koltsov sont :

## Sources
- K. Valiszewski, Littérature russe, Paris, A. Colin, 1900